# Monasterio de San Nicolás (Mukachevo)

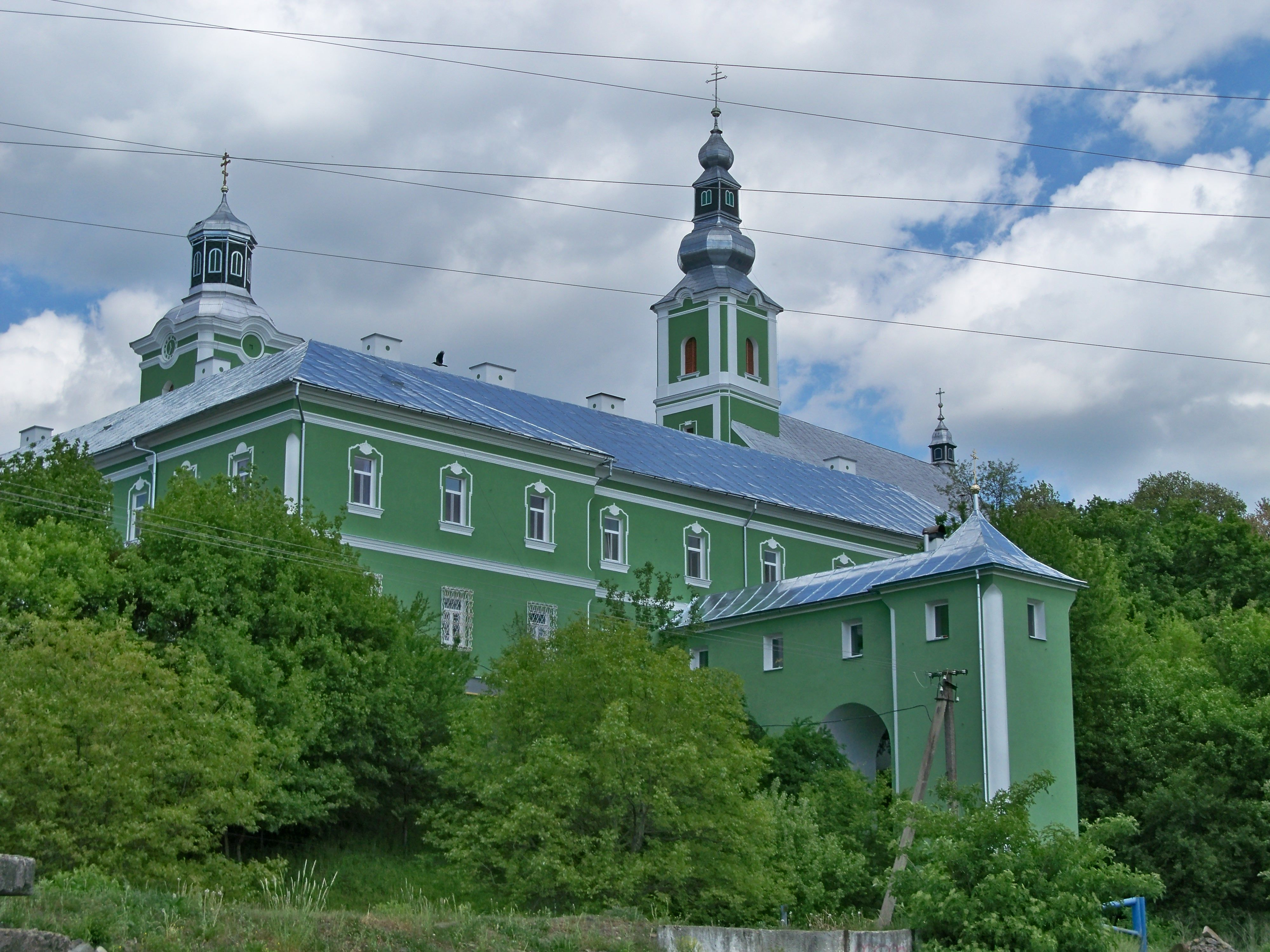
Monasterio de San Nicolás en Mukachevo

El Monasterio de San Nicolás es un monasterio ortodoxo oriental situado en Chernecha Hora (colina de los monjes) en Mukachevo, Ucrania. Pertenece a la jurisdicción de la Eparquía de Mukachevo y Uzhhorod de la Iglesia Ortodoxa Ucraniana (Patriarcado de Moscú). Es un monasterio femenino, dirigido por la higúmena Epistimiya Sherban.

## Historia
Se desconoce la fecha exacta de su fundación, aunque algunos creen que se fundó a finales del siglo XI. En el siglo XIV el monasterio estaba bajo el patrocinio de Fedir Koriiatovych. En 1491 se convirtió en la sede de la Eparquía Ortodoxa Oriental de Mukachevo, que tenía jurisdicción en toda Transcarpatia. En 1537, el monasterio fue incendiado durante la guerra, aunque fue reconstruido poco después con el permiso del emperador Fernando I. Tras la Unión de Uzhhorod en 1646, el monasterio se unió a la orden monástica greco-católica de los Basilios. A partir de entonces, el archimandrita fue también el superior general de la orden en Transcarpacia. La residencia del obispo se trasladó a Mukachiv en 1751, pero el monasterio siguió siendo el centro administrativo de los basilianos. En los años 1798-1804 se construyó la iglesia de San Nicolás en estilo clasicista. En 1862, gran parte de ella fue nuevamente destruida por un incendio, pero fue reconstruida en tres años.
El monasterio dirigía una escuela y una biblioteca que llegaron a ser importantes para la vida cultural y religiosa de la región. También mantuvo contactos con los ortodoxos de los Balcanes y de Europa oriental. El hegúmeno Anatol Kralytsky fue un destacado escritor transcarpino en el siglo XIX.
En la década de 1920, el monasterio fue reestructurado y los monjes basilianos de Galitziaintrodujeron reformas. En 1946, el régimen soviético liquidó la Iglesia greco-católica ucraniana y el monasterio se vio obligado a convertirse en ortodoxo oriental. Todos los monjes se negaron a convertirse y fueron exiliados. La colección de más de 6.000 libros y manuscritos raros y sus archivos fueron transferidos a museos y archivos locales. El monasterio se transformó en un convento para monjas ortodoxas procedentes de otros monasterios cerrados por los soviéticos. En la actualidad hay unas setenta monjas ortodoxas alojadas en el monasterio.

## Otras lecturas
- Véghseő, Tamás (2015). "Reflexiones sobre los antecedentes de la Unión de Uzhhorod / Ungvár (1646)" (PDF). Revista de Teología del Este. 1 (1): 147-181.

- Datos: Q1846297
- Multimedia: Saint Nicholas convent, Pidmonastyr / Q1846297